# بوابة مكة
بوابة مكة وتعرف أيضاً باسم بوابة القرآن هي مجسم مستوحى من هيئة المصحف المفتوح، على حامل خشبي يتقاطع طرفاه في منتصف المجسم بحيث يتقابل القادم إلى مكة والمغادر منها على نفس المستوى البصري، تقع البوابة على طريق الأمير محمد بن سلمان الرابط بين الشميسي والمسجد الحرام وتبعد عن مكة نحو خمسة كيلو مترات إلى جهة الغرب وتعد بوابة الدخول إليها ويمنع غير المسلمين من عبورها.
يقع المشروع على أرض مساحتها تقارب 83 كيلو متر مربع ويستوعب حال اكتماله أكثر من نصف مليون شخص بحلول 2022م2.

## تاريخ بنائها
شُيدت البوابة في 1979. وهي من تصميم الفنان التشكيلي السعودي ضياء عزيز زاهد والمهندس المعماري المصري سمير العبد. وكان جدل طرأ بعد إنجاز المشروع حول هوية مصممه، إذ نشب خلاف بين الفنان التشكيلي ضياء والمؤسسة المعمارية التي قدم أثناء عمله لديها تصميم بوابة مكة، ولكن الفنان قرر مواصلة العمل في المؤسسة حتى الانتهاء من المشروع؛ فيما طلب التحقيق لاحقاً لإثبات اسمه كمصمم للمجسم، وهو ما فعلته وزارة الثقافة والإعلام ليتم حسم المسألة.
وقد بلغت التكلفة الأولية لها 46 مليون ريال على مساحة تقدر بنحو 4,712 متر مربع. وتولى رئيس بلدية مكة، أسامة بن فضل البار، رئاسة مجلس إدارة شركة بوابة مكة. يتكون مجمع البوابة من 5 أنواع من المشاريع التي يجرى تطويرها حالياً: المشروعات الحكومية، مشاريع التنمية الخاصة، مشاريع الاستثمار، مشاريع غير هادفة للربح ومشاريع التمويل.و من أبرز مكونات المشروع احتضانها لعدة أحياء سكنية وجامعة و مدينة طبية ومجمع للدوائر الحكومية ومتاحف وحديقة برية ضخمة.

## مواصفات البوابة
مجسم بوابة مكة عبارة عن خرسانة مسلحة، يبلغ طوله 152 متر وعرضه 31 متر، ويتقاطع طرفا الحامل في منتصف المجسم، وقد صمم بحيث يرى للقادم إلى مكة والخارج منها بالمستوى البصري نفسه.
بُنيّت البوابة على شكل قوس على الطريق وهي مكونة من ثلاثة أجزاء رئيسية:
- هيكلان كل منهما بعرض 30 متر × 48 متر (98 قدم × 157 قدم) وارتفاعهما حوالي 3 متر (10 قدم)، يقعان على جانبي الطريق؛ بمثابة كُتلتي دعم للحاملين (الذين يُشكلا القوس)
- جناحان طولهما حوالي 80 متر (262 قدم) وعرضهما من 48 إلى 18 متر (157–59 قدم) وبارتفاع 20 متر (66 قدم) يمتدا من الهيكلين حتى يندمجا معاً بارتفاع حوالي 23 متر (75 قدم) فوق الطريق؛ بمثابة قاعدة دعم للمصحف (حاملا المصحف)
- مصحف مفتوح يحتوي على صفحتين يبلغ طول كل منهما 16.5 متر (54 قدم) وعرض 26 متر (85 قدم) لكل منهما، تمتدا على ارتفاع 23-31 متر (75-102 قدم) فوق الطريق؛ بمثابة الرمز الرئيسي للقوس.

يشكل الجزء الرئيسي هيكل كتاب الإسلام المقدس -القرآن الكريم، فوق الرحال (حامل المصحف).

## مواد بناء البوابة
استخدمت الخرسانة المسلحة كمواد بناء أولية؛ كما استخدم أيضاً البلاستيك والزجاج والخشب وغيرها من المواد (على سبيل المثال الفسيفساء الإسلامية المضيئة/المزججة أسفل القوس ومداخله نحو هيكليه). المجسم بالكامل مزخرف بأنماط مختلفة ويمكن إنارته ليلاً بعدة طرق مختلفة.
يوجد تحت المجسم، أشجار نخيل مزروعة على طول الطريق المزدوج، بالإضافة إلى أشجار أقصر أخرى وشجيرات الزينة الكائنة على الطريق حول النخيل وفي المساحة الخالية للأرض بجانب الطريق المؤدي إلى أربعة مسارات (الطريق السريع المقسم). الذي يوجد على جانبيه شجيرات الشمشاد المُقلمة داخل جنائن مرتبة، بأسوار مزخرفة تطوقها ومواقف صغيرة للسيارات وغيرها من المرافق الإضافية التي تمتد إلى مجمع ضخم.

## صيانة البوابة
في عام 2022، بدأت أمانة العاصمة المقدسة أعمال صيانة وتأهيل للمجسم بسبب قدم بعض أجزائه وظهور تلفيات، وذلك بالتنسيق مع القوات الخاصة لأمن الطرق، ووزارة النقل، وهيئة تطوير منطقة مكة المكرمة. وشملت الأعمال إزالة المخلفات، تنظيف الهيكل، فحص التمديدات الكهربائية، ومعالجة التلفيات بشكل مؤقت عبر استبدال الأجزاء التالفة بألواح معدنية خفيفة الوزن لضمان السلامة والمظهر الجمالي، مع التركيز على تعزيز متانته في ظل الكثافة المرورية العالية للطريق الذي يربط جدة ومكة.

## الآيات القرآنية المكتوبة على البوابة
يتميز مجسم بوابة مكة بنقش قرآني يرحب بالقادمين إلى مكة المكرمة ويعبر عن طابعها الروحي. وقد كُتبت على البوابة آية من سورة البقرة (آية 126): «إِذْ قَالَ إِبْرَاهِيمُ رَبِّ اجْعَلْ هَٰذَا بَلَدًا آمِنًا وَارْزُقْ أَهْلَهُ مِنَ الثَّمَرَاتِ مَنْ آمَنَ مِنْهُم بِاللَّهِ وَالْيَوْمِ الْآخِرِ»